# ارین دارک
ارین کنستانس-ماجا دارک (زاده ۱۰ سپتامبر ۱۹۸۴) هنرپیشه اهل آمریکا است که بیشتر برای بازی در نقش سیندی در سریال تلویزیونی دختران خوب شناخته شده‌است. او همچنین نقش مری را در فیلم خانم میزل شگفت‌انگیز داشته‌است. ارین دارک در فیلم‌های عشق و بخشش، هنوز آلیس (۲۰۱۴) و دو برابر فکر نمی‌کنم (۲۰۱۶) نیز نقش آفرینی داشته‌است.